# Mystery Mansion (film 1928)
Mystery Mansion è un cortometraggio del 1928 diretto da Harry Delf.

## Produzione
Il film, che aveva sequenze colorate in blu, fu prodotto dalla Fox Film Corporation. Per il sonoro, si utilizzò il sistema monofonico MovieTone.

## Distribuzione
Distribuito dalla Fox Film Corporation.